# Rafael Mendizábal Amézaga
Rafael Mendizábal Amézaga (29 d'agost de 1910, Santurtzi, Biscaia - 25 de gener de 1939, Catalunya) fou un militar espanyol de l'arma de Cavalleria i d'Aviació que, essent tinent, formà part del grup de militars anomenats Jinetes de Alcalá i que s'avalotà contra el govern de la Segona República Espanyola el 1936 a Mallorca. Els primers mesos de la Guerra Civil participà en la formació de les milícies falangistes, en la repressió de membres i simpatitzants del Front Popular i en la defensa contra el desembarcament de Mallorca per part de tropes republicanes.

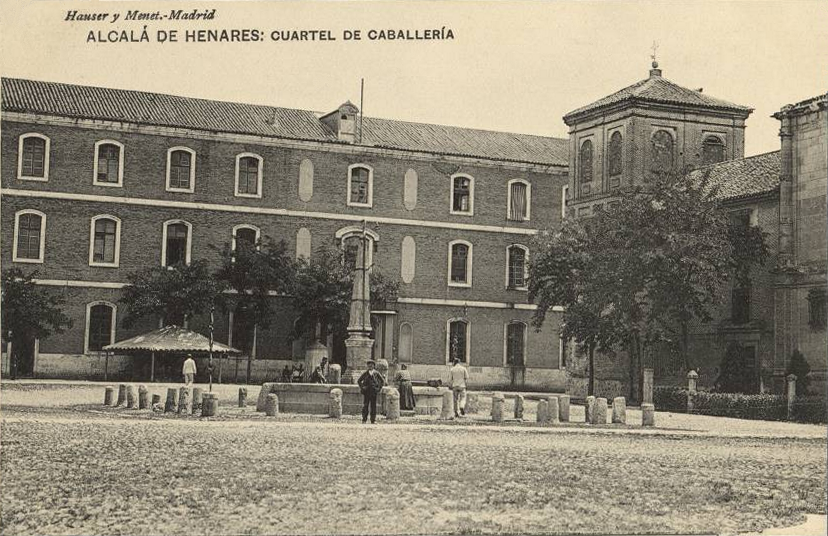
Quarter de Cavalleria del Príncep, dit de san Diego, a Alcalà de Henares, cap el 1912

Era fill de Bernabé Mendizábal Aldamiz-Echevarria, batlle de Santurtzi entre gener del 1914 i febrer del 1915, i de Leonor Amézaga Balparda. El 1930 assolí el grau de tinent. El 1932 estava destinat al cos de seguretat. L'abril de 1936 fou destinat al Regiment de Caçadors de Villarrobledo, núm. 3.
Formà part dels anomenats Jinetes de Alcalá, un grup de militars de l'arma de Cavalleria adscrits als Regiments de Caçadors de Calatrava, núm. 2, i de Villarrobledo, núm. 3, destinats a Alcalá de Henares, que a finals de juny de 1936 foren confinats al castell de Sant Carles de Palma, Mallorca. El Govern de la Segona República aprofità uns greus incidents entre soldats i membres de partits d'esquerra per fer neteja de conspiradors d'ambdós regiments. Al castell de Sant Carles conegueren al cap de la Falange Española a Mallorca, Alfonso de Zayas, que també estava empresonat i que els posà amb contacte amb els militars que s'havien d'aixecar contra la República. Quan es produí el pronunciament militar del 18 de juliol de 1936, aquests militars es posaren a les ordres dels avalotats. Participà en la formació de les milícies falangistes, en la repressió de membres i simpatitzants del Front Popular (detencions il·legals, tortures i assassinats), i en la defensa contra el desembarcament de Mallorca. Se sap que volà portant una metralladora amb una avioneta de Havilland Moth per metrallar avions enemics Macchi i Savoia.
Després d'uns mesos a Mallorca retornà a la península i seguí un curs de pilot de caça essent ascendit a capità el març del 1938 i destinat al servei d'aviació l'abril. El 24 de desembre el seu caça, un Fiat CR-32 de l'esquadrilla de Joaquín García Morato, en el front de Catalunya fou tocat i hagué de llançar-se en paracaigudes prop de Camarasa en zona republicana. Les tropes republicanes el detingueren i fou empresonat. El 25 de gener de 1939 fou assassinat per un dels seus vigilants a la carretera de Barcelona a Vic. El 1940 fou ascendit pòstumament a comandant i li fou concedida la Medalla Militar.